# Ellisella gracilis
Ellisella gracilis is een zachte koraalsoort uit de familie Ellisellidae. De koraalsoort komt uit het geslacht Ellisella. Ellisella gracilis werd in 1889 voor het eerst wetenschappelijk beschreven door Wright & Studer. 